# Selenicereus guatemalensis
Selenicereus guatemalensis ist eine Pflanzenart in der Gattung Selenicereus aus der Familie der Kakteengewächse (Cactaceae).

## Beschreibung
Selenicereus guatemalensis wächst meist kletternd in Bäumen mit kräftigen, bläulich grünen oder graugrünen, oft bereiften, dreikantigen Trieben, die an der Basis etwas gerundet sind. Die Triebe sind 3 bis 5 Meter lang mit Durchmessern von 2 bis 7 Zentimetern. Die welligen Rippen sind niedrig und haben einen hornigen Rand. Aus den bis 2 Zentimeter entfernt stehenden Areolen entspringen 2 bis 4 konische, schwärzlich Dornen von bis zu 3 Millimeter Länge.
Die weißen Blüten erscheinen in der Nähe der Triebspitzen. Sie sind bis zu 30 Zentimeter lang und erreichen Durchmesser von 8 bis 9 Zentimeter. Die  Früchte weisen Durchmesser von 6 bis 7 Zentimeter auf.

## Verbreitung, Systematik und Gefährdung
Selenicereus guatemalensis ist im östlichen Tiefland Guatemalas verbreitet.
Die Erstbeschreibung als Cereus trigonus var. guatemalensis durch Wilhelm Weingart wurde 1911 veröffentlicht. Der Name geht auf Friedrich Eichlam zurück. David Richard Hunt stellte die die Varietät 2017 in die Gattung Selenicereus und erhoben sie in den Rang einer Art. Weitere nomenklatorische Synonyme sind Hylocereus guatemalensis (Eichlam ex Weing.) Britton & Rose (1920), Cereus triangularis f. guatemalensis (Eichlam ex Weing.) Schelle (1926) und  Cereus guatemalensis (Eichlam ex Weing.) A.Berger (1929). 
In der Roten Liste gefährdeter Arten der IUCN wird die Art als „Least Concern (LC)“, d. h. als nicht gefährdet geführt.

## Nachweise